# Anne-Caroline Graffe
Anne-Caroline Graffe (Papeete, Polinèsia Francesa, 12 de febrer de 1986) és una esportista francesa que va competir en taekwondo.
Va participar en els Jocs Olímpics de Londres 2012, obtenint una medalla de plata en la categoria de +67 kg. Va guanyar dues medalles en el Campionat Mundial de Taekwondo, or en 2011 i bronze en 2013, i tres medalles en el Campionat Europeu de Taekwondo entre els anys 2008 i 2012.

## Palmarès internacional
| Jocs Olímpics     | Jocs Olímpics             | Jocs Olímpics | Jocs Olímpics |
| Any               | Lloc                      | Medalla       | Categoria     |
| ----------------- | ------------------------- | ------------- | ------------- |
| 2012              | Londres ( Regne Unit)     | 2             | +67 kg        |
| Campionat Mundial |                           |               |               |
| Any               | Lloc                      | Medalla       | Categoria     |
| 2011              | Gyeongju ( Corea del Sud) | 1             | +73 kg        |
| 2013              | Puebla ( Mèxic)           | 3             | +73 kg        |
| Campionat Europeu |                           |               |               |
| Any               | Lloc                      | Medalla       | Categoria     |
| 2008              | Roma ( Itàlia)            | 3             | +72 kg        |
| 2010              | Sant Petersburg ( Rússia) | 2             | +73 kg        |
| 2012              | Manchester ( Regne Unit)  | 1             | +73 kg        |